# Česká fotbalová liga 2000/2001
Sezóna 2000/01 ČFL byla 8. sezónou v samostatné české fotbalové lize. Vítězství a postup do 2. fotbalové ligy 2001/2002 si zajistil tým FK Mogul Kolín. Týmy FK Jiskra Třeboň a Slavoj Vyšehrad sestoupily do divize.

## Tabulka
| Poř. | Tým                     | Z  | V  | R  | P  | VG | OG | B  |
| ---- | ----------------------- | -- | -- | -- | -- | -- | -- | -- |
| 1.   | FK Mogul Kolín          | 34 | 21 | 7  | 6  | 64 | 29 | 70 |
| 2.   | FC Střížkov Praha 9     | 34 | 19 | 4  | 11 | 69 | 43 | 61 |
| 3.   | FK Admira/Slavoj        | 34 | 15 | 10 | 9  | 56 | 38 | 55 |
| 4.   | SK Hradec Králové B     | 34 | 16 | 7  | 11 | 50 | 37 | 55 |
| 5.   | SK Kladno (N)           | 34 | 15 | 9  | 10 | 42 | 33 | 54 |
| 6.   | TJ Karlovy Vary - Dvory | 34 | 16 | 6  | 12 | 46 | 51 | 54 |
| 7.   | TJ Sokol Milín          | 34 | 15 | 7  | 12 | 58 | 50 | 52 |
| 8.   | FK Teplice B            | 34 | 13 | 11 | 10 | 53 | 48 | 52 |
| 9.   | FK Tatran Prachatice    | 34 | 13 | 6  | 15 | 41 | 42 | 45 |
| 10.  | AC Sparta Praha B       | 34 | 11 | 11 | 12 | 48 | 44 | 44 |
| 11.  | SK Sparta Krč           | 34 | 11 | 11 | 12 | 55 | 59 | 44 |
| 12.  | SK Semily (N)           | 34 | 11 | 11 | 12 | 48 | 54 | 44 |
| 13.  | AFK Sokol Semice        | 34 | 11 | 10 | 13 | 53 | 57 | 43 |
| 14.  | SK Slavia Praha B       | 34 | 11 | 7  | 16 | 45 | 55 | 40 |
| 15.  | SK Slovan Varnsdorf     | 34 | 11 | 7  | 16 | 44 | 59 | 40 |
| 16.  | AFK Chrudim             | 34 | 12 | 3  | 19 | 48 | 60 | 39 |
| 17.  | FK Jiskra Třeboň        | 34 | 8  | 8  | 13 | 35 | 58 | 32 |
| 18.  | Slavoj Vyšehrad (N)     | 34 | 8  | 3  | 23 | 37 | 75 | 27 |

Poznámky:
- Z = Odehrané zápasy; V = Vítězství; R = Remízy; P = Prohry; VG = Vstřelené góly; OG = Obdržené góly; B = Body;  (S) = Mužstvo sestoupivší z vyšší soutěže;  (N) = Mužstvo postoupivší z nižší soutěže (nováček)

|  | 2. česká fotbalová liga 2001/2002 |
|  | Sestup                            |

## Soupisky mužstev

### FK Mogul Kolín
David Čižinský (-/0),
Petr Oudran (-0) –
Václav Antoš (-/0),
R. Böhm (-/0),
Ladislav Doseděl (-/27),
Tomáš Freisler (-/0),
Vlastimil Hladík (-/1),
Pavel Holý (-/5),
Michal Hrbek (-/0),
Radek Hrubý (-/0),
Radovan Klička (-/0),
Lukáš Kmoch (-/0),
Tomáš Kulvajt (-/8),
Petr Kunášek (-/1),
Rostislav Macháček (-/0),
Tomáš Michálek (-/6),
M. Siřínek (-/0),
Jakub Slunéčko (-/0),
Antonín Spěvák (-/3),
Milan Svoboda (-/6),
František Ševinský (-/4),
Jan Šimr (-/1),
M. Šimůnek (-/0),
P. Šulc (-/0),
Pavel Vašíček (-/2) –
trenér Stanislav Kocourek

### FC Střížkov Praha 9
Jan Klíma (-/0),
Roman Pavlík (-/0), 
M. Vild (-/0)  -
J. Bartolšic (-/5),
J. Baštař (-/0),
J. Burda (-/2),
R. Duda (-/6),
Aleš Hynek (-/1),
P. Kletečka (-/0),
L. Kocián (-/1),
Tomáš Krejčík (-/11),
Pavel Macháček (-/3),
R. Macháček (-/1),
P. Málek (-/0),
Jaroslav Mašek (-/1),
Pavel Mejdr (-/1),
P. Moravec (-/0),
David Nehoda (-/0),]
K. Nový (-/9),
Viktor Pařízek (-/1),
P. Rott (-/0),
Pavel Saidl (-/4),
Petr Stupka (-/0),
Miroslav Sunkovský (-/16),
O. Štefeček (-/1),
P. Veverica (-/0),
Luděk Vyskočil (-/6) -
trenér Zdeněk Andrlík

### FK Admira/Slavoj
L. Fišer (-/0),
Jurij Chrijenko (-/0),
Miroslav Miller (-/0),
M. Volejník (-/0) –
Martin Arazim (-/1),
Jan Barták (-/1),
Jan Fíček (-/3),
Michal Fojtík (-/0),
Lukáš Hodan (-/3),
J. Honka (-/0),
František Jakubec (-/5),
M. Janků (-/0),
Michal Jiráň (-/3),
Aleš Kejmar (-/0),
J. Králík (-/0),
Pavel Krmaš (-/7),
T. Kubr (-/0),
Martin Kučera (-/0),
Tomáš Kučera (-/4),
Z. Kuneš (-/0),
D. Lupač (-/0),
Jiří Müller (-/1),
V. Paleček (-/2),
Vladimír Pokorný (-/6),
Ladislav Prošek (-/2),
Dan Smejkal (-/9),
J. Stádník (-/0),
P. Stránský (-/0),
... Sýček (-/0),
... Šádek (-/1),
J. Šimek (-/7),
J. Těšitel (-/0),
J. Zeman (-/0) –
trenéři Josef Hloušek a Miloš Beznoska

### SK Hradec Králové „B“
Lukáš Čížek (-/0),
Karel Novotný (-/0),
Martin Svoboda (-/0),
V. Vaněk (-/0) -
Vladimír Blüml (-/0), 
Tomáš Bouška (-/5),
Jan Brendl (-/1),
Jiří Dujsík (-/0),
Jaroslav Dvořák (-/1),
David Homoláč (-/0),
Jaroslav Chaloupka (-/1),
Josef Chaloupka (-/0),
Roman Juračka (-/0),
David Kalousek (-/0),
Daniel Kaplan (-/4),
Daniel Kaplan ml. (-/2),
Filip Klapka (-/6),
Pavel Košťál (-/1),
Pavel Kubeš (-/3),
T. Melounek (-/0),
Martin Merganc (-/0),
Jaroslav Moník (-/7),
... Podlipný (-/0),
Tomáš Rejnyš (-/1),
Adrian Rolko (-/1),
Rudolf Skácel (-/3),
F. Syrůček (-/0),
Ondřej Szabo (-/0),
Zdeněk Ševčík (-/3),
Michal Šmíd (-/2),
J. Tesař (-/1),
A. Tomášek (-/0),
Michal Vaniš (-/5),
Petr Zahálka (-/0),
David Zoubek (-/2) -
trenér Miloš Mejtský

### SK Kladno
Z. Kieryk (-/0),
P. Manda (-/0),
L. Plotěný (-/0),
J. Tomeš (-/0) –
M. Bartoš (-/0),
Pavel Bartoš (-/3),
Petr Brabec (-/7),
... Burgr (-/0),
V. Čurda (-/0),
Roman Danylko (-/0),
P. Dubravský (-/0),
... Fridrich (-/0),
Josef Galbavý (-/0),
Stanislav Hejkal (-/2),
M. Jícha (-/3),
Jaroslav Jordák (-/1),
Václav Kalina (-/4),
J. Kosora (-/0),
J. Křivánek (-/1),
M. Liška (-/2),
Tomáš Marek (-/3),
R. Nedvěd (-/1),
T. Procházka (-/6),
J. Stárek (-/0),
B. Strnadel (-/5),
T. Tichý (-/1),
J. Tyburec (-/1),
Jiří Veselý (-/0),
T. Vlasatý (-/0),
M. Záleský (-/0) –
trenéři Miroslav Koubek, Eduard Novák, Vladimír Kučera a Karel Ledvinka

### TJ Karlovy Vary - Dvory
K. Lutzbauer (-/0),
A. Sedlák (-/0) –
J. Baloun (-/0),
... Beran (-/0),
J. Drahoš (-/0),
J. Drobný (-/0),
František Dřížďal (-/3),
D. Dvorský (-/0),
M. Faktor (-/1),
J. Hejkal (-/0),
M. Hejkal (-/2),
L. Hejný (-/1),
L. Hořt (-/3),
P. Jandák (-/0),
M. Kabele (-/0),
Tomáš Kalán (-/0),
K. Kalina (-/0),
P. Knaf (-/1),
R. Koročinský (-/0),
J. Najmon (-/1),
J. Schveiner (-/3),
Jaroslav Slabý (-/2),
Miloš Slabý (-/7),
A. Sochor (-/2),
J. Stýblo (-/0),
T. Šťastný (-/0),
Václav Ušák (-/4),
T. Válek (-/0),
Pavel Veleman (-/4),
... Verzich (-/0),
V. Zoubek (-/1) –
trenér Jaroslav Slabý

### TJ Sokol Milín
Jaroslav Mencl (-/0),
L. Pružina (-/0),
Radek Sňozík (-/0),
Roman Solnař (-/0) -
P. Bartejs (-/0),
S. Gabriel (-/3),
Daniel Hevessy (-/0),
M. Horváth (-/0),
P. Janota (-/6),
Petr Janouch (-/3),
Pavel Janouch (-/0),
V. Janů (-/3),
Petr Jendruščák (-/5),
A. Kočí (-/1),
M. Kučera (-/2),
J. Lantora (-/0),
Michal Macek (-/0),
F. Málek (-/0),
Jiří Müller (-/1),
Marcel Pacovský (-/7),
Martin Pacovský (-/0),
Jan Pastyrik (-/1),
Michal Polodna (-/9),
Tomáš Rambous (-/2),
Jan Riegel (-/2),
Miroslav Slepička (-/7),
Jiří Svojtka (-/1),
Radek Šindelář (-/4),
Hynek Talpa (-/0),
Z. Vopat (-/0),
A. Weiner (-/0),
Tomáš Zápotočný (-/1) -
trenér František Barát

### FK Teplice „B“
Jan Četverik (-/0),
R. Havel (-/0),
F. Kolář (-/0),
J. Mikota (-/0)  –
Petr Benát (-/1),
Michal Doležal (-/6),
Petr Dragoun (-/2),
Pavel Džuban (-/0),
Petr Fousek (-/2),
Damir Grlić (-/2),
Michal Hájek (-/0),
Martin Hruška (-/3),
M. Janeček (-/0),
Jiří Kostečka (-/6),
David Köstl (-/0),
Tomáš Kukol (-/0),
Miroslav Kuričaj (-/0),
... Neckář (-/0),
J. Novák (-/0),
Michal Obrtlík (-/2),
Lukáš Ohněník (-/11),
J. Ondrejkovič (-/0),
Pavol Piatka (-/6),
Petr Pokorný (-/1),
Jan Poláček (-/4),
Jan Rezek (-/0),
J. Ruszo (-/0),
Marián Řízek (-/0),
R. Salák (-/0),
Václav Sedlák (-/2),
J. Schönbauer (-/0),
Marek Smola (-/0),
David Sourada (-/1),
J. Šulta (-/0),
Vít Turtenwald (-/0),
T. Vlasák (-/2),
Petr Voříšek (-/2) –
trenér Džimis Bekasis

### FK Tatran Prachatice
M. Dejmal (-/0),
Jiří Hrubý (-/0),
Jaroslav Karel (-/0),
Karel Neuman (-/0), 
M. Pytel (-/0) -
Pavel Babka (-/2),
P. Bízek (-/2),
V. Bojev (-/1),
J. Bumba (-/2),
I. Čech (-/1),
J. Děd (-/0),
D. Dvořák (-/0),
D. Faja (-/0),
L. Jančovič (-/0),
M. Kadlec (-/5),
Michal Káník (-/0),
L. Kubát (-/0),
Václav Mrkvička (-/6),
Jan Pasák (-/2),
Luboš Pecka (-/4),
J. Pešta (-/0),
T. Pintér (-/1),
A. Roučka (-/1),
Z. Stolařík (-/0),
E. Tobiáš (-/0),
K. Tobiáš (-/3),
P. Trnka (-/0),
Ivan Valachovič (-/0),
M. Vavroch (-/0),
J. Vojík (-/1),
Václav Zedník (-/5) -
trenéři Miroslav Váca a Jiří Jurásek

### AC Sparta Praha „B“
David Bičík (-/0),
Patrik Kolář (-/0),
Václav Marek (-/0) -
Jiří Dohnal (-/2),
Viktor Dolista (-/8),
Filip Dort (-/3),
Jan Flachbart (-/0),
Martin Hašek (-/0),
Lukáš Hrabák (-/0),
David Hrubý (-/3),
Tomáš Jun (-/6),
Martin Klein (-/1),
Václav Koloušek (-/1),
David Kopta (-/6),
Ivica Križanac (-/0),
T. Kukan (-/0),
Vladimír Labant (-/1),
Roman Lengyel (-/0),
D. Müller (-/5),
Radek Mynář (-/1),
J. Novák (-/1),
M. Novák (-/1),
Petr Papoušek (-/2),
Radek Petrák (-/0),
J. Pospíšil (-/0),
Martin Prohászka (-/0),
Petr Prokop (-/2),
Tomáš Rada (-/0),
... Rajmon (-/0),
Jan Rajnoch (-/1),
Martin Šádek (-/0),
Michal Ščasný (-/0),
Jaromír Šmerda (-/0),
M. Šrámek (-/0),
Zdeněk Vořechovský (-/1),
Michal Zelenka (-/0),
T. Zikmund (-/1),
Michal Žižka  (-/0) -
trenéři Daniel Drahokoupil a Jan Berger

### SK Sparta Krč
M. Mojžíš (-/0),
M. Nigoš (-/0) -
Matěj Brabec (-/7),
D. Čáslava (-/0),
Josef Hamouz (-/1),
... Hanzlíček (-/0),
Tomáš Havlíček (-/0),
Ondřej Hnát (-/5),
B. Hucek (-/0), 
Aleš Kejmar (-/0),
J. Kohout (-/1),
Tomáš Kounovský (-/10),
J. Kubice (-/0),
L. Olmr (-/0),
L. Pašek (-/0),
J. Pavlík (-/0),
Petr Pavlík (-/4),
Antonín Plachý (-/3),
Alexandr Samuel (-/2),
I. Sekerka (-/0),
Jakub Slunéčko (-/9),
O. Smolař (-/0),
Jan Šimr (-/4),
Vladimír Šimr (-/6),
Michal Švejda (-/0),
Marian Viskup (-/1),
Michal Záhorec (-/0),
Tomáš Zelenka (-/0),
A. Zikmund (-/1) -
trenéři Karel Vesecký, Antonín Plachý a Mário Buzek

### SK Semily
S. Balatka (-/0),
P. Koubus (-/0) -
Stanislav Bejda (-/7),
Bohuslav Dvořák (-/0),
D. Grebeníček (-/1),
J. Hanza (-/0),
Martin Havel (-/4),
M. Hrdina (-/2),
Vladimír Chaloupka (-/5),
M. Jeník (-/1),
Marcel Kovář (-/4),
M. Kubán (-/0),
R. Mareš (-/0),
Jaroslav Mencl (-/7),
J. Petřík (-/7),
M. Poledník (-/1),
Tomáš Požár (-/0),
F. Preissler (-/1),
O. Staněk (-/3),
E. Šafář (-/0),
P. Šafář (-/4),
O. Štěpánek (-/0),
A. Švarc (-/0),
Š. Zonyga (-/0) -
trenéři Josef Netušil a Jiří Jiránek

### AFK Sokol Semice
M. Eichler (-/0),
Martin Charvát (-/0),
J. Janota (-/0),
Pavel Kykal (-/0),
Václav Marek (-/0),
M. Richter (-/0) -
V. Bašus (-/0),
J. Cempírek (-/0),
Martin Daňhel (-/5),
Jiří Dozorec ml. (-/9),
J. Duška (-/0),
Lukáš Helcelet (-/0),
V. Houška (-/2),
Zdeněk Hruška (-/3),
M. Janáček (-/0),
Luděk Jón (-/3),
M. Manhart (-/0),
Marcel Melecký (-/1),
Jan Milota (-/0),
J. Mlčkovský (-/1),
L. Novotný (-/1),
Miroslav Obermajer (-/0),
... Rozturgajev (-/1),
Daniel Rygel (-/2),
Jaroslav Semecký (-/1),
Tomáš Semecký (-/5),
D. Šefrna (-/1),
Vladimír Šimr (-/9),
Radek Šírl (-/2),
M. Vičík (-/0),
Lukáš Volf (-/0),
M. Vrbka (-/0),
Tomáš Zelenka (-/2),
T. Zikmund (-/1) -
trenér Jiří Dozorec st.

### SK Slavia Praha „B“
J. Dutz (-/0),
M. Hajs (-/0),
Jindřich Skácel (-/0),
J. Tomeš (-/0),
Michal Václavík (-/0) -
Vladimír Bálek (-/1),
J. Bošanský (-/1),
Tomáš Dixa (-/0),
P. Dvořák (-/1),
Filip Herda (-/1),
Jakub Hottek (-/1),
Tomáš Hrdlička (-/1),
Martin Hyský (-/1),
Marek Isteník (-/2),
J. Jirák (-/4),
David Kalivoda (-/8),
Libor Koller (-/0),
Ján Kozák (-/1),
L. Kreuz (-/0),
Ondrej Krištofík (-/0),
M. Lexa (-/3),
J. Mejzlík (-/2),
Tomáš Michal (-/1),
... Miškovič (-/1),
Tomáš Pešír (-/3),
J. Pfleger (-/0),
J. Plašil (-/0),
Lumír Sedláček (-/0),
Karel Sechovec (-/0),
Filip Stibůrek (-/5),
Jan Suchopárek (-/1),
Ivo Svoboda (-/0),
Tomáš Šilhavý (-/0),
Darko Šuškavčević (-/0),
Petr Švancara (-/1),
Daniel Tchuř (-/1),
Robert Vágner (-/0),
Petr Vladyka (-/4),
Pavel Volšík (-/0) -
trenéři Boris Kočí, Dušan Uhrin mladší a Josef Bouška

### SK Slovan Varnsdorf
R. Novák (-/0),
Martin Vaňák (-/0) -
K. Bělina (-/1),
David Čáp (-/0),
P. Dvořák (-/2),
M. Eliáš (-/0),
David Filinger (-/0),
R. Fojta (-/0),
P. Gabriel (-/0),
M. Halama (-/0),
D. Herman (-/0),
Jan Hubka (-/1),
Josef Hyka (-/5),
...  Jeník (-/0),
V. Jindřich (-/0),
P. Kamberský (-/0),
... Karpíšek (-/0),
M. Kleprlík (-/3),
Tomáš Knap (-/1),
L. Kubeš (-/0),
J. Kukla (-/0),
Roman Leitner (-/1),
Josef Mlejnek (-/0),
Martin Morávek (-/12),
O. Neuman (-/0),
Michal Obrtlík (-/2),
Tomáš Pilař (-/1),
K. Pokorný (-/1),
Zbyněk Přibyl (-/0),
Oldřich Rek (-/2),
Pavel Runt (-/0),
D. Řičica (-/5),
Richard Sitarčík (-/3),
K. Šereš (-/0),
Vlastimil Šmalcl (-/4),
... Štol (-/0),
Jiří Trutnovský  (-/0) -
trenéři Jiří Štol, Milan Ulihrach a Zdeněk Schovánek

### AFK Chrudim
Tomáš Meller (-/0),
P. Neubauer (-/0),
... Sazima (-/0),
M. Vlček (-/0) - 
Jiří Adámek (-/4),
Dušan Dvořák (-/4),
M. Haman (-/0),
M. Holub (-/1),
Radek Kolouch (-/1),
Tomáš Linhart (-/0),
S. Mach (-/3),
R. Malý (-/0),
Roman Michek (-/0),
Miloš Moravec (-/0),
J. Motl (-/0),
Aleš Nešický (-/0),
Michal Podaný (-/0),
T. Růžička (-/0),
P. Řezníček (-/1),
P. Shejbal (-/0),
V. Svoboda (-/0),
M. Tománek (-/2),
A. Uher (-/1),
F. Uhlíř (-/2),
T. Večerník (-/0),
Aleš Vencl (-/7),
M. Veverka (-/0),
Petr Vladyka (-/13),
Jan Zadrobílek (-/0),
R. Zelenka (-/2) -
trenér Jan Škrha

### FK Jiskra Otavan Třeboň
M. Dvořák (-/0),
T. Skála (-/0), 
D. Wothner (-/0) -
P. Hejl (-/0),
J. Houdek (-/0),
Robert Kochlöfl (-/2),
L. Kubeš (-/1),
M. Kučera (-/2), 
O. Matouš (-/0),
Aleš Matoušek (-/4),
Marek Mečiar (-/0),
... Pintér (-/0),
Miroslav Rišian (-/1),
Tomáš Řehoř (-/4),
Martin Silmbrod (-/3),
J. Stejskal (-/2),
... Šachl (-/0),
Daniel Štefanský (-/3),
M. Šulc (-/0),
Petr Šulc (-/2),
Jiří Turek (-/5),
Milan Vrzal (-/7) -
trenéři Jiří Jurásek a Petr Skála

### Slavoj Vyšehrad
Tomáš Foferka (-/0),
M. Hrubý (-/0), 
P. Králíček (-/0) -
M. Balvín (-/0),
David Fukač (-/0),
R. Hlavica (-/0),
... Jansa (-/2),
J. Jelínek (-/0),
Josef Jinoch (-/0),
Michal Jiráň (-/0),
J. Klíma (-/3),
... Kocián (-/0),
... Kocúr (-/0),
K. Kristen (-/4),
T. Marko (-/1),
... Peřina (-/0),
J. Plánička (-/0),
Jan Saidl (-/17),
Karel Socha (-/3),
J. Šmíd (-/1),
L. Tesař (-/2),
L. Toman (-/2),
R. Toman (-/0),
M. Tomeček (-/0),
K. Vaněček (-/0),
Miroslav Vápeník (-/1),
... Volník (-/1),
L. Zvonič (-/0) -
trenér František Mysliveček